# Ottawa (Illinois)
Ottawa is een plaats (city) in de Amerikaanse staat Illinois, en valt bestuurlijk gezien onder La Salle County.

## Demografie
Bij de volkstelling in 2000 werd het aantal inwoners vastgesteld op 18.307. In 2006 is het aantal inwoners door het United States Census Bureau geschat op 19.058, een stijging van 751 (4,1%).

## Geografie
Volgens het United States Census Bureau beslaat de plaats een oppervlakte van 19,9 km², waarvan 19,0 km² land en 0,9 km² water. Ottawa ligt op ongeveer 183 m boven zeeniveau.

## Plaatsen in de nabije omgeving
De onderstaande figuur toont nabijgelegen plaatsen in een straal van 20 km rond Ottawa.

## Geboren in Ottawa
- George R. Lawrence (1868-1938), fotograaf
- Johnston McCulley (1883-1958), auteur
- Walt Willey (1951), acteur
- Maria Kanellis (1982), worstelaarster